# Empis bazini
Empis bazini är en tvåvingeart som beskrevs av Collin 1926. Empis bazini ingår i släktet Empis och familjen dansflugor. Inga underarter finns listade i Catalogue of Life.